# Voima
Voima («poder» en finès) és una publicació gratuïta independent de Finlàndia centrada en temes socials i culturals que es publica deu vegades l'any. Es va fundar el 1999 i es distribueix a les biblioteques, universitats, estacions de transport públic, teatres i museus. Compta amb més de 180.000 lectors habituals.
Els articles inclouen qüestions relacionades amb els drets humans, el medi ambient, l'economia i la societat. També publica ressenyes de literatura, cinema, teatre i música.
És membre del Council for Mass Media de Finlàndia i va obtenir el premi del Ministeri d'Educació de Finlàndia l'any 2001.
Voima Kustannus Oy va començar a publicar Le Monde diplomatique el 2007 i, l'any següent, Nóvaia Gazeta en finès.